# Книга Талієсіна
Книга Талієсіна (валл. Llyfr Taliesin) — середньовічний валлійський рукопис, записаний средньоваллійською мовою. Створений на початку XIV століття. Зберігається в Національній бібліотеці Уельсу.

## Історія
Датується першою половиною XIV століття. Книга Талієсіна є однією з так званих «Чотирьох стародавніх книг Уельсу». Під номенклатурною назвою «Peniarth MS 2» входить до колекції Національної бібліотеки Уельсу.
Манускрипт зберігся не повний, відсутні декілька оригінальних сторінок, у тому числі й перша. Записаний однією рукою, імовірно в Гламоргані. На думку істориків, пером цього ж писаря було створено ще чотири рукописи: «Mostyn 117» і «Peniarth 6» з фонду НБУ, та юридичні тексти родини Ківнерт, що збереглися в томах «Harley 4353» і «Cotton Cleopatra A.xiv» у Британській бібліотеці й традиційно ототожнюються з південно-східним Уельсом.
До XVII століття історія книги невідома. Рукопис було виявлено в Раднорширі у бібліотеці Х'ю Майлса. Потім книга перейшла до його кузена Джона Льюїса з Лленвена. З 1631 до 1634 року відомий антиквар Джон Девіс з Маллуйда зробив з «Книги Талієсіна» копію, а сама книга не пізніше 1655 року опинилася в колекції Роберта Вогана в Генгурті, Меріонетшир, де залишалися до 1859 року, коли за заповітом перейшла до іншого відомого антиквара Вільяма Воткіна Уїнна з Пеніарта. 1904 року Бібліотека Генгурт-Пеніарт стає власністю сера Джона Вільямса, який передав колекцію книг до фонду нещодавно створеної Національної бібліотеки Уельсу.
Назва «Книга Талієсіна», очевидно, вперше використовується 1707 року в творі «Archaeologia Britannica» Едварда Ллуйда, проте саме ім'я легендарного валлійського поета Талієсіна неодноразово згадується в рукописі, так само як і персонажі і епізоди традиційно асоціюються з його ім'ям.

## Зміст
Літературний матеріал рукопису становить збірник середньовічної валлійської поезії. Традиційно вважається, що самі твори були створені набагато раніше манускрипту. Поетичні твори, загальною кількістю 57 віршів, що збереглися в манускрипті, можна розділити на такі групи:
- Поеми «легендарного Таліесіна» (всього 15 творів) — зокрема відома «Cad Goddau» («Битва Дерев»), а також «Cadair Ceridwen» («Крісло Керідвен»), «Canu y Medd» («Пісня меду»), «Canu y Cwrw» («Пісня єлю») та інші;
- Релігійні та духовні поеми (всього — 7);
- Вірші, присвячені Гваллаугу (всього — 2);
- Пророцтва (всього — 10) — складові циклу пророцтв «Armes Prydein»;
- Хвалебні вірші (всього — 14) — з них вісім присвячені Уріен, покровителю Талієсіна, два — Олександру Великому, по одному — Артуру та Гераклові;
- Елегії (валл. marwnad або «пісня на смерть», всього — 7);
- Поеми «Canu y Byd Mawr» («Пісня про макрокосм») і «Canu y Byd Bychan» («Пісня про мікрокосм»).

## У культурі
На честь «Книги Талієсіна» Рок-гурт «Deep Purple» назвав свій альбом 1968 року — «The Book of Taliesyn».